# Zielone Wiadomości
Zielone Wiadomości – polski bezpłatny dwumiesięcznik traktujący o ekologii, zrównoważonym rozwoju, demokracji i prawach człowieka, sprzeciwiający się TTIP i CETA. Ukazuje się od 2008 roku w Warszawie w nakładzie 10 000 egz. jako dodatek do miesięcznika „Zielono i w poprzek”, którego redaktorem naczelnym jest Jerzy Masłowski. Wydawany jest także w wersji elektronicznej. Jego redaktorką naczelną jest Beata Nowak, a wydawcą Fundacja Zielone Światło. Wśród publikujących w piśmie autorów należy wymienić Radosława Gawlika, Jacka Bożka, Agnieszkę Grzybek, Adama Ostolskiego (kiedyś pełniącego funkcję współredaktora naczelnego), Romana Kurkiewicza, Kingę Dunin, Joannę Erbel, Agnieszkę Graff, Marka Nowaka czy Bartłomieja Kozka.
Zielone Wiadomości aktywnie uczestniczą w życiu publicznym, organizując np. Marsz Entów w obronie Puszczy Białowieskiej.